# Anisodactylus tricuspidatus
Anisodactylus tricuspidatus es una especie de escarabajo de tierra del género Anisodactylus, categorizada en la tribu Harpalini, de la subfamilia Harpalinae.

## Distribución
Se distribuye por Asia: China, Corea del Sur y Japón.

## Taxonomía
Fue descrita por A. Morawitz en 1863.
Tratamiento taxonómico
La especie aparece registrada y publicada en Beitrag zur Käferfauna der Insel Jesso. Erste Liferung. Cicindelidae et Carabici. -. Mémoires de l'Académie des Sciences de St.Pétersbourg (7), 6 (3): 1-84. (St.Petersburg). (1863).